# Jean Bartik
Jean Jennings Bartik (27 dicembre 1924 – 23 marzo 2011) è stata una programmatrice statunitense.
È stata una delle prime programmatrici per lo sviluppo del computer ENIAC. Ha studiato matematica a scuola, poi ha iniziato a lavorare presso l'Università della Pennsylvania, inizialmente nel calcolo manuale delle traiettorie balistiche, e ha utilizzato proprio la potenza di calcolo di ENIAC per questa attività. Con i colleghi ha sviluppato e codificato molti dei fondamenti della programmazione mentre lavorava all'ENIAC, poiché era il primo computer che consentiva questo tipo di attività. Successivamente all'ENIAC, Jean Bartik ha continuato a lavorare sui progetti BINAC e UNIVAC, e ha operato negli anni successivi presso diverse aziende tecniche come scrittore, manager, ingegnere e programmatrice. Ha trascorso i suoi ultimi anni lavorando come agente immobiliare. È deceduta nel 2011 a causa di complicazioni cardiache.

## Biografia

### Primi anni ed educazione
Betty Jean Jennings è nata nella contea di Gentry, nel Missouri, nel 1924, era la sesta di sette figli. Suo padre, William Smith Jennings (1893-1971) proveniva da Alanthus Grove, dove era insegnante e allevatore. Sua madre, Lula May Spainhower (1887-1988) proveniva sempre da Alanthus. Jennings aveva tre fratelli maggiori, William (10 gennaio 1915), Robert (15 marzo 1918), Raymond (23 gennaio 1922), due sorelle maggiori, Emma (11 agosto 1916), Lulu (22 agosto 1919) e una sorella minore, Mable (15 dicembre 1928).
Da giovane spesso utilizzava il cavallo per fare visita alla nonna la quale comprava sempre alla ragazza un quotidiano da leggere. Questa abitudine è diventata un rituale per il resto della sua vita. Il suo percorso educativo è iniziato nella scuola del paese composta di un solo locale. Si era distinta per la sua abilità nel softball. Per frequentare la scuola superiore, ha vissuto con la sorella maggiore nella città vicina e all'età di 14 anni ha iniziato a guidare proprio per frequentare la scuola. Si è quindi diplomata alla Stanberry High School nel 1941, all'età di 16 anni.
Ha frequentato il Northwest Missouri State Teachers College, laureandosi in matematica (unica del suo corso) e come materia complementare in inglese nel 1945. Inizialmente aveva intenzione di studiare giornalismo ma ha scelto l'ambito matematico per divergenze con il suo insegnante. Successivamente ha conseguito un master in inglese presso l'Università della Pennsylvania nel 1967. Nel 2002 ha ricevuto una laurea ad honorem dalla Northwest Missouri State University.

### Carriera

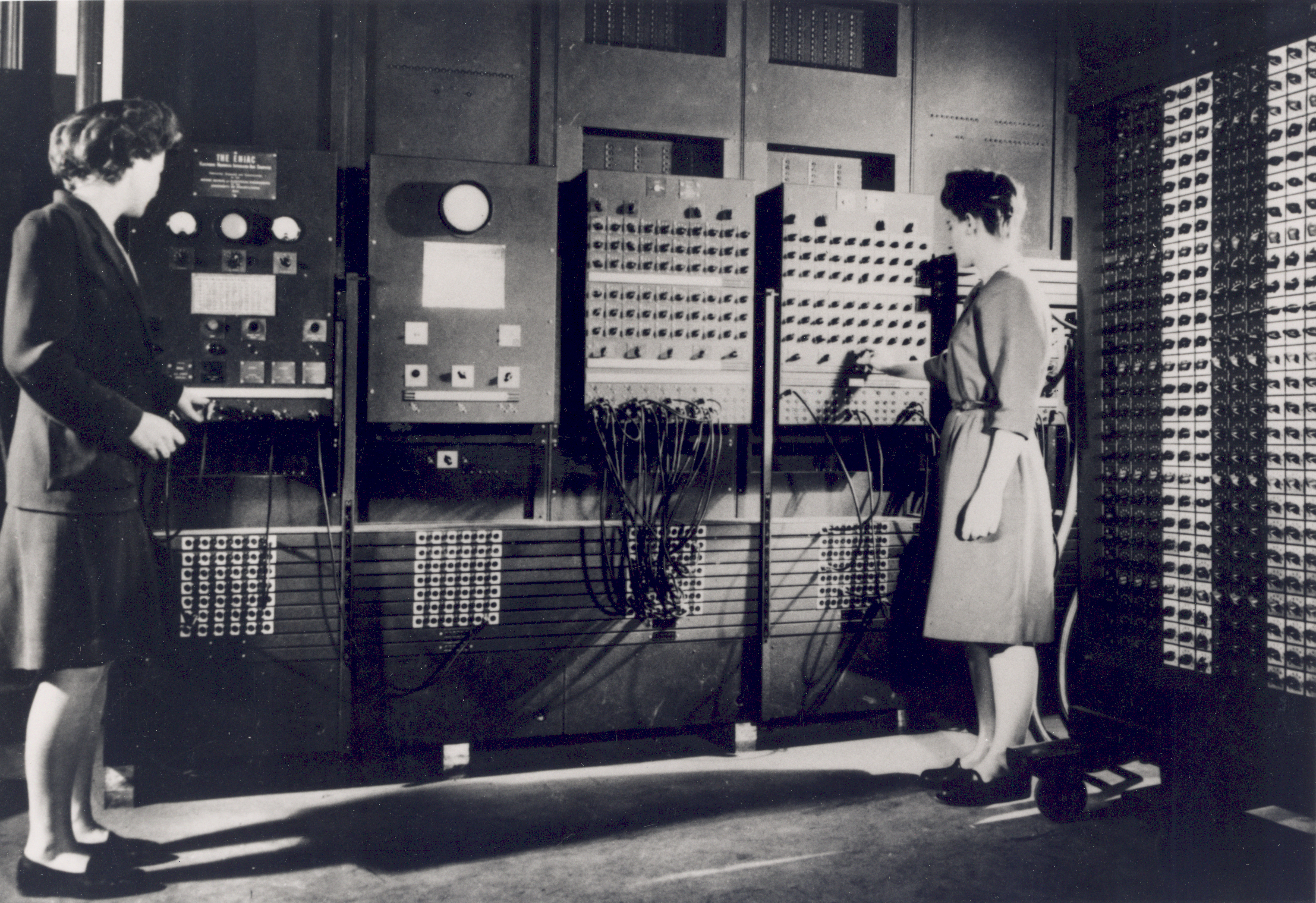
La programmatrice Betty Jean Jennings Bartik (sinistra) e Frances Spence (destra) impegnate al pannello di controllo principale dell'ENIAC.

Nel 1945, l'esercito stava reclutando matematici dalle università per contribuire allo sforzo bellico. Nonostante l'avvertimento del suo insegnante sul fatto che nell'esercito sarebbe stata solo "un ingranaggio in una ruota" e nonostante la possibilità di diventare un insegnante di matematica, Jean Bartik ha deciso di assumere l'incarico definito come "computer umano". Il suo professore di matematica, ha incoraggiato Jean Bartik a svolgere un incarico presso l'Università della Pennsylvania dove avevano un analizzatore differenziale.

All'età di 20 anni la sua domanda di impiego presso IBM è stata respinta mentre è stata assunta dall'Università della Pennsylvania per lavorare con l'unità di artiglieria dell'esercito presso l'Aberdeen Proving Ground, calcolando manualmente le traiettorie balistiche. Durante questo impiego ha conosciuto suo marito, William Bartik, un ingegnere che lavorava a un progetto del Pentagono sempre presso all'Università della Pennsylvania. Si sono sposati nel dicembre del 1946.
L'Electronic Numeric Integrator and Computer (ENIAC) è stato sviluppato proprio per calcolare le traiettorie balistiche che fino a quel momento venivano elaborate dai computer umani (Human computer) come Bartik a mano. Di conseguenza la sua domanda di diventare parte del progetto è stata accolta e quindi è stata selezionata come per uno dei primi programmatori ENIAC. A Jean Bartik è stato chiesto di sviluppare scenari per l'ENIAC che doveva essere sempre programmato mettendo mano all'hardware. Furono individuate sei donne come programmatrici principali per l'ENIAC: Jean Jennings Bartik, Betty Holberton, Marlyn Wescoff, Kathleen McNulty, Ruth Teitelbaum e Frances Spence. Molte altre donne, spesso non riconosciute, hanno contribuito all'evoluzione dell'ENIAC durante questo periodo di carenza di manodopera maschile in tempo di guerra. Bartik, che è diventata il co-programmatrice (con Betty Holberton) e le altre quattro programmatrici iniziali sono diventate estremamente abili nel gestire l'ENIAC.  Chiaramente prive di un manuale su cui fare affidamento, il gruppo ha esaminato i diagrammi del dispositivo, ha intervistato gli ingegneri che l'avevano costruito e ha utilizzato queste informazioni per auto formarsi. Inizialmente, non è stato loro permesso di vedere l'hardware dell'ENIAC in quanto considerato segreto militare e non avevano ricevuto il nulla osta di sicurezza, quindi dovevano imparare come programmare la macchina esclusivamente studiando diagrammi schematici. Allo stesso tempo il team di sei donne non aveva a disposizione inizialmente nemmeno uno spazio comune e quindi dovevano ricavarsi dei luoghi di lavoro di fortuna come aule abbandonate e confraternite.
Le sei donne che hanno lavorato al progetto ENIAC, hanno sviluppato subroutine, processi nidificazione e altre tecniche di programmazione fondamentali e hanno probabilmente inventato la disciplina della programmazione degli attuali computer digitali.